# Avi Arad
Avi Arad (Ramat Gan, 1º agosto 1948) è un produttore cinematografico israeliano naturalizzato statunitense.
È stato amministratore delegato della Marvel Toys nel 1990, mentre dal 1993 al 2006 è stato presidente, direttore di produzione e amministratore delegato dell'allora Marvel Enterprises, oggi nota come Marvel Entertainment.

## Biografia
Nato a Giv'atayim (Israele) il 1º agosto dove ha vissuto sino all'età adolescenziale, si è poi trasferito negli Stati Uniti per studiare management industriale alla Hofstra University.
Nel 1972 si è laureato dopo aver tenuto gli studi in Business Administration.
Ha iniziato la sua carriera lavorativa come dipendente nel settore ricerca e sviluppo della Aurora Products, una divisione della Nabisco.
Nel 1974 ha intrapreso la carriera televisiva cominciando a produrre sit-com e cartoni animati.
Nel 1990 è divenuto amministratore delegato della società Marvel Toys, successivamente è diventato il maggiore agente creativo della Marvel Entertainment.
Il 4 luglio 2003 ha ottenuto la cittadinanza statunitense. Il 31 maggio 2006 ha sciolto la sua collaborazione con lo studio di produzione Marvel Enterprises - pur rimanendo in stretto contatto - per fondare nel maggio 2006 la propria casa di produzione cinematografica la Avi Arad Productions.
Il suo primo film prodotto indipendentemente è stato Bratz uscito nel 2007.

## Filmografia
| Produttore - Daredevil (2003) - Hulk (2003) - The Punisher (2004) - Spider-Man 2 (2004) - Elektra (2005) - Man-Thing - La natura del terrore (2005) - I Fantastici 4 (2005) - X-Men - Conflitto finale (2006) - Ghost Rider (2007) - Spider-Man 3 (2007) - I Fantastici 4 e Silver Surfer (2007) - Bratz (2007) - Iron Man (2008) - L'incredibile Hulk (2008) - Ghost Rider - Spirito di vendetta (2011) - The Amazing Spider-Man (2012) - Robosapien: Rebooted (2013) - The Amazing Spider-Man 2 - Il potere di Electro (2014) - Ghost in the Shell (2017) - Venom (2018) - Spider-Man: Un nuovo universo (2018) - Venom - La furia di Carnage (2021) - Morbius (2022) - Uncharted (2022) - Spider-Man: Across the Spider-Verse (2023) - Kraven - Il cacciatore (2024) - Borderlands (2024) - Venom: The Last Dance (2024) | Produttore esecutivo - Blade (1998) - X-Men (2000) - Blade II (2002) - Spider-Man (2002) - X-Men 2 (2003) - Blade: Trinity (2004) - Blade - La serie (2006) - The Killing Floor (2007) - Gamba: Ganba to nakamatachi (2015) - Spider-Man: Homecoming (2017) - Spider-Man: Far From Home (2019) - Spider-Man: No Way Home (2021) |  |